# 毒舌糾察隊
Ametalk（日语： Ametō̄ku）是日本朝日電視台製播的綜藝談話節目。节目于2003年4月7日開始播出，由原搞笑藝人團體雨後敢死隊（雨上がり決死隊）主持，名称为《雨後敢死隊的脫口秀節目Ametalk》（日語：雨上がり決死隊のトーク番組 アメトーク!）。2006年10月小幅更改節目通稱，由改為。節目的宣傳標語是「業界內收視率第一名」。2019年宮迫博之因「暗营业问题」被封杀后，螢原徹成为仅剩的固定主持人，同时安排不定客座主持人代替宫迫的位置。2021年8月雨上敢死队宣布解散后，节目仍将以Ametalk的名称继续。

## 節目內容
節目的初期除了搞笑藝人之外，還有偶像、演員等各種類型的來賓登場。但在2004下半年隨著搞笑風潮的興起，開始一次邀請數組受歡迎的新進藝人，收視目標改為鎖定喜歡搞笑藝人演出的觀眾。

## 演出者

### 主持人
- 雨後敢死隊（宮迫博之、螢原徹）

### 主要來賓
- 有吉弘行
- 猥瑣岡田
- 江頭2:50
- UNJASH（アンジャッシュ）（兒嶋一哉、渡部建）
- 小木矢作（おぎやはぎ）（小木博明、矢作兼）
- 奧黛麗（オードリー）（若林正恭、春日俊彰）
- 桂三度
- 狩野英孝
- CUNNING竹山（CUNNING）
- KYAIN（キャイ〜ン）（宇藤鈴木、天野博之）
- 小林劍道
- 品川庄司（品川祐、庄司智春）
- 關根勤
- 大草原（八木真澄、高橋茂雄）
- 千秋
- Tutorial（德井義實、福田充德）
- 土田晃之
- 出川哲朗
- 友近
- 中川翔子
- 西田幸治（笑飯）
- 博多華丸・大吉（博多華丸、博多大吉）
- 東野幸治
- FUJIWARA（藤本敏史、原西孝幸）
- 山崎弘也（不可接觸）
- 田村亮（倫敦靴子1號2號）
- 小島義雄

## 外部連結
- 官方網站 （页面存档备份，存于）（日語）

## 節目的變遷
| 日本朝日電視台 | 日本朝日電視台               | 日本朝日電視台 |
| -------------- | ---------------------------- | -------------- |
|                | 毒舌糾察隊 （2004年4月7日-） |                |
| —              | —                            |                |

| 臺灣緯來日本台 | 臺灣緯來日本台 | 臺灣緯來日本台 |
| -------------- | -------------- | -------------- |
|                | 毒舌糾察隊     |                |
| —              | —              |                |